# Историјски институт Београд
Историјски институт Београд је научни институт основан у Београду, као један од првих научних института Српске академије наука.

## Историјат
Историјски институт основан је 21. маја 1947. са задатком да изучава економску, друштвену, политичку, и културну историју српског народа, као и његове везе са јужнословенским и осталим балканским народима, и да истовремено унапређује све гране историјске науке. Претечу Историјског института САНУ представља Институт за прикупљање извора 1908—1918. године, основан 1922. године, на иницијативу професора Станоја Станојевића.
До 1961. године Институт је био у саставу Српске академије наука и уметности, затим је, одлуком Владе Србије, издвојен као засебна установа.
За првог управника Института именован је др Виктор Новак, а за заменика управника др Георгије Острогорски, професори Универзитета. Прва организациона структура Института заснивала се на хронолошком принципу:
- Секција за изучавање античког периода
- Секција за проучавање средњег века
- Секција за оријенталистику
- Секција за историју XIX и ХХ века
- Секција за изучавање НОБ-а и
- Секција за помоћне историјске науке

До 1948. године постојала је и Секција за византологију, након чега је основан Византолошки институт САНУ, као самостална установа. Секција за изучавање античког периода 1952. године издвојена је из Института и припојена Археолошком институту САНУ. Оснивањем нових научних установа – Института за савремену историју, Института за историју радничког покрета, престала је потреба за постојањем Секције за изучавање народноослободилачке борбе, а Секција за помоћне историјске науке припојена је секцији за проучавање средњег века. Тако је подручје интересовања Историјског института САНУ хронолошки омеђено на период од средњег века, до почетка 20. века, односно до 1918. године и стварања Краљевине СХС. Програм рада Института у почетку се заснивао на широј спољној сарадњи сарадника са Универзитета и изван њега. Постепеним повећањем броја сталних сарадника, јасније се профилисао научноистраживачки програм Института.
Институт је организовао низ међународних и националних скупова као што су Ослободилачки покрети југословенских народа од XVI века до почетка Првог светског рата (1974), Србија у завршној фази Велике источне кризе 1877—1878. године (1978), серију округлих столова Србија у Првом светском рату (1984—1990), Југословенско-француски односи – поводом 150 година од отварања првог француског конзулата (1988), Јован Томић - живот и дело (1995), Завршне године Првог српског устанка 1812—1813. (1995), Куршумлија кроз векове (1995), Босна и Херцеговина од средњег века до новијег времена (1995), Ислам, Балкан и велике силе (1996), Петар Костић – живот и дело (1997), Сусрет или сукоб цивилизација на Балкану (1997), Србија и Француска за време Првог светског рата (1997) Европа и Источно питање, Српске политичке генерације, Берлински конгрес и српско питање (1998), Европа на раскршћу (1999), Краљ Владислав и Србија 13. века (2000), Југоисточна Европа: политичке и културне концепције (XVI-XX) (2001), и друге.

## Директори
Директори Историјског института САНУ били су:
- академик Виктор Новак (1947 – 1953)
- др Илија Синдик (1954 – 1958)
- академик Мита Костић (1958 – 1961)

Директори Историјског института Београд:
- академик Јорјо Тадић (1961 – 1969)
- др Реља Новаковић (1970 – 1973)
- др Даница Милић (1973 –1987)
- др Славенко Терзић (1987 – 2002)
- др Тибор Живковић (2002 – 2010)
- др Срђан Рудић (2010 – 2019)
- проф. др Александар Растовић (2019 – данас)

## Сарадници
- проф. др Александар Растовић, научни саветник
- др Петар В. Крестић, научни саветник
- др Недељко Радосављевић, виши научни сарадник
- др Срђан Рудић, виши научни сарадник
- др Александар Узелац, виши научни сарадник
- др Александра Вулетић, научни сарадник
- др Владимир Д. Јовановић, научни сарадник
- др Срђан Катић, виши научни сарадник
- др Милић Милићевић, научни сарадник
- др Бојана Миљковић Катић, научни сарадник
- др Радомир Ј. Поповић, научни сарадник
- др Ана Столић, научни сарадник
- др Драгана Амедоски, научни сарадник
- др Дејан Булић, научни сарадник
- др Биљана Вучетић, научни сарадник
- др Јелена Илић Мандић, научни сарадник
- др Невен Исаиловић, виши научни сарадник
- др Татјана Катић, научни сарадник
- др Александар Р. Крстић, научни сарадник
- др Исидора Точанац Радовић, научни сарадник
- др Ирена Цвијановић, научни сарадник
- др Владета Петровић, научни сарадник
- др Гордана Гарић Петровић, истраживач сарадник
- др Јелена Глушац истраживач сарадник
- др Милош Ивановић, виши научни сарадник
- др Јована Шаљић, истраживач сарадник
- мр Игор Стојић, истраживач сарадник
- Драгић Живојиновић, истраживач сарадник
- Драгана Кунчер, истраживач сарадник
- Ненад Миленовић, истраживач сарадник
- Милун Стијовић, истраживач сарадник
- Урош Татић, истраживач сарадник
- Александра Фостиков, истраживач сарадник
- Дејан Црнчевић, истраживач сарадник
- Ненад Урић, истраживач приправник